# Баффі Сент-Марі

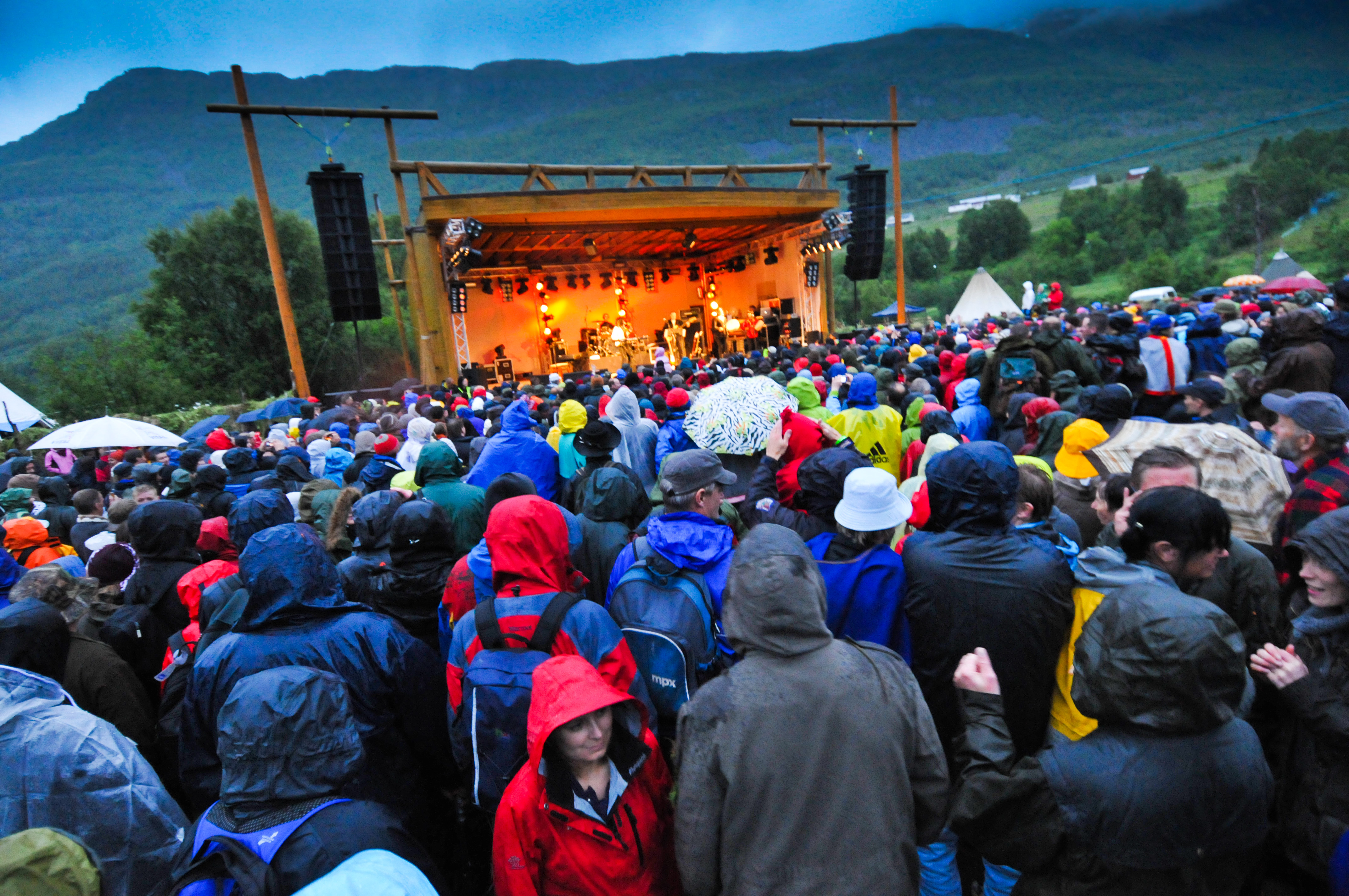
Баффі Сент-Марі виступає на фестивалі «Рідду Рідду» в північній Норвегії (2009)

Баффі Сент-Марі (англ. Buffy Sainte-Marie; нар. 20 лютого 1941, Саскачеван, Канада) — канадська фолк-співачка індіанського походження, лауреатка Оскара, міжнародну популярність якій принесли пісня «Soldier Blue», а також політична активність і антивоєнні виступи в кінці 1960-х — початку 1970-х років.

## Творчість
Стилістично співачка не обмежувала себе фолк-музикою; в кінці 1960-х років вона записувала кантрі в Нешвіллі, а в 1970-х роках зблизилася з рок-сценою; альбом 1971 року She Used to Wanna Be a Ballerina записано з Рі Кудером і музикантами Crazy Horse). У 1998 році Баффі Сент-Марі отримала нагороду Lifetime Achievement від канадського National Aboriginal Achievement Foundation і нагороджена орденом Канади. Рік потому на канадській Алеї Слави (Canadian Walk of Fame) з'явилась іменна зірка. Баффі Сент-Марі представлена на колекційних картках Supersisters.

## Дискографія

### Альбоми
- It's My Way!, 1964
- Many a Mile, 1965
- Little Wheel Spin and Spin, 1966 (US#97)
- Fire & Fleet & Candlelight, 1967 (US#126)
- I'm Gonna Be a Country Girl Again, 1968 (US#171)
- Illuminations, 1969
- Performance, саундтрек, 1970
- The Best of Buffy Sainte-Marie, 1970 (US#142)
- The Best of Buffy Sainte-Marie Vol.2, 1971
- She Used to Wanna Be a Ballerina, 1971 (US#182)
- Moonshot, 1972 (US#134)
- Quiet Places, 1973
- Native North American Child: An Odyssey, 1974
- Buffy, 1974 (CD 2008)
- Changing Woman, 1975 (CD 2008)
- Sweet America, 1976 (CD 2008)
- Coincidence and Likely Stories, 1992 (UK#39)
- Up Where We Belong, 1996
- The Best of the Vanguard Years, 2003
- Live at Carnegie Hall, Not Issued
- Buffy/Changing Woman/Sweet America: The Mid-1970s Recordings, 2008
- Running for the Drum, 2008

### Сингли
| Рік  | Пісня                                    | Найвище місце в чартах | Найвище місце в чартах | Альбом                            |
| Рік  | Пісня                                    | U. S.                  | U. K.                  | Альбом                            |
| ---- | ---------------------------------------- | ---------------------- | ---------------------- | --------------------------------- |
| 1971 | «Soldier Blue» (для однойменного фільму) |                        | 7                      | She Used to Wanna Be a Ballerina  |
| 1971 | «I'm Gonna Be a Country Girl Again»      | 98                     | 34                     | I'm Gonna Be a Country Girl Again |
| 1972 | «Mister can't You See»                   | 38                     |                        | Moonshot                          |
| 1972 | «He's an Indian Cowboy in the Rodeo»     | 98                     |                        | Moonshot                          |
| 1992 | «The Big Ones Get Away»                  |                        | 39                     | Coincidence & Stories Likely      |
| 1992 | «Fallen Angels»                          |                        | 57                     | Coincidence & Stories Likely      |